# Ambakai khan
Ambakai khan eller Ambaghai, död 1156,  var en mongolisk khan över Khamagmongolerna. Ambakai khan regerade från 1149 till 1156. Ambakaia företrädare var Kabul khan som var Ambakais farbror, bror eller kusin. Ambakai khan tillhörde klanen Taichiud.
På grund av att Kabul khan förolämpat Jindynastins kejsar Xizong tillfångatogs Ambakai khan 1156 av tatarerna och överlämnad till Jindynastin. Därefter blev Ambakai khan avrättad under förnedrande former genom korsfästning på an anordning känd som "träåsnan".
Innan Ambakai khan avrättades lyckades han skicka ett brev till Kabul khans son Hotula som finns nedtecknat i Mongolernas hemliga historia:
| ”                                     | Jag blev khan och härskare över nationen. Medan jag eskorterade min egen dotter, blev jag tillfångatagen av tatarerna. Följ inte mitt exempel. Strid tills naglarna på era fem fingrar splittras och era tio fingrar trillar för att hämnas mig. | „ |
| – Ambakai khans brev till Hotula khan | |   |

Historien skapade en stark efterföljande rivalitet mellan mongolerna och tatarerna och Jindynastin, och hämnden som Ambakai khan efterfrågade utfördes senare av Djingis khan under mongolernas invasion av Kina. Ambakai khan efterträddes efter sin död av Hotula khan.